# ترسا (الجيزة)
قرية ترسا هي إحدى القرى التابعة لمركز أبو النمرس في محافظة الجيزة في جمهورية مصر العربية. حسب إحصاءات سنة 2006، بلغ إجمالي السكان في ترسا 21324 نسمة، منهم 11118 رجل و10206 امرأة.